# Cut the Crap
Cut the Crap är ett album med den brittiska punkrockgruppen The Clash, utgivet 1985. Det spelades in efter att trummisen Topper Headon och sångaren/gitarristen Mick Jones tvingats lämna gruppen och Joe Strummer och Paul Simonon var således de enda Clash-medlemmarna som medverkade. Albumet har senare strukits ur den officiella kronologin.

## Låtlista
Samtliga låtar skrivna av Bernard Rhodes och Joe Strummer.
Sida ett
1. "Dictator" - 3:09
2. "Dirty Punk" - 3:09
3. "We Are the Clash" - 3:03
4. "Are You Red..Y" - 3:02
5. "Cool Under Heat" - 3:13
6. "Movers and Shakers" - 3:02

Sida två
1. "This Is England" - 3:50
2. "Three Card Trick" - 3:09
3. "Play to Win" - 3:08
4. "Fingerpoppin'" - 3:25
5. "North and South" - 3:32
6. "Life Is Wild" - 2:39
7. "Do It Now" (bonusspår på 2000 års nyutgåva)